# 上奥多夫
上奥多夫是德国巴伐利亚州的一个市镇。总面积59.30平方公里，总人口5028人，其中男性2420人，女性2608人（2011年12月31日），人口密度85人/平方公里。